# Браззавильский зоопарк
Браззавильский зоопарк и ботанический парк «Зооландия» (фр. Le parc zoologique et botanique de Brazzaville) — зоологический парк, расположенный в городе Браззавиле, Республика Конго. Браззавильский зоопарк был создан в 1952 году под руководством ветеринарного врача Р. Руссело в связи с масштабным отловом животных, устроенным в Конго французским правительством. По другим данным, зоопарк существовал на том же месте ещё с 1944 года. Первое время зоопарк служил лишь в качестве транзитного парка, где животные содержались и проходили окончательный отбор перед отправкой во Францию для размещения местных зверинцах. В зоопарке содержатся приматы, крокодилы, олени, бонго, верблюды, лисы, другие животные и различные птицы.

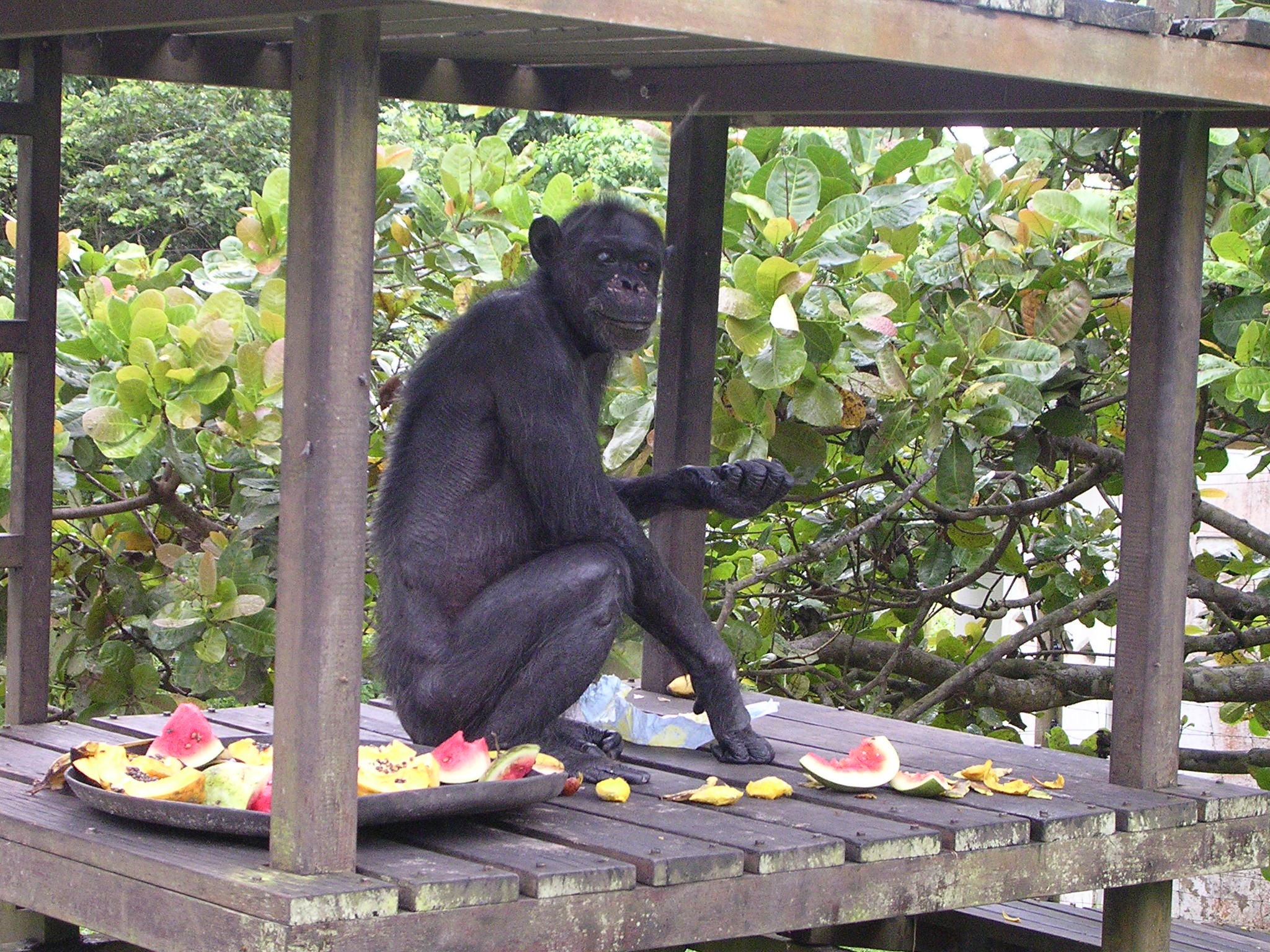
Шимпанзе Грегуар

Среди первых животных, содержавшихся в Браззавильском зоопарке, находился знаменитый шимпанзе-долгожитель Грегуар (род. 1942 — 17 декабря 2008). Грегуар содержался в клетке зоопарка более 40 лет. В 1990 году зоопарк посетила британский приматолог Джейн Гудолл, она увидела, что шимпанзе страдает от недоедания и кожной инфекции. Доктор Гудолл способствовала тому, что у Грегуара после её визита появился свой куратор и особая диета, а в 1996 году Грегуара поселили с двумя новыми шимпанзе. В 1997 году после эскалации Гражданской войны в Республике Конго из-за географической близости к аэропорту Браззавиля в зоопарке были слышны звуки выстрелов и автоматных очередей, отчего Грегуар начал прятаться. Шимпанзе Грегуара и большую часть животных эвакуировали в Пуэнт-Нуар; позже Грегуара отправили в реабилитационный центр Чимпунга, открытый Джейн Гудолл, где он прожил до конца своих дней, умерев в 66 лет. В результате военных действий в начале 2000-х в зоопарке отсутствовало регулярное обслуживание территории, многие объекты обветшали и находились под угрозой разрушения, после эвакуации большей части животных оставалось лишь несколько попугаев и крокодилов.
В 2016 году жители Браззавиля обратились к Министерству лесного хозяйства с просьбой спасти зоопарк; в конце 2018 года правительство Республики приняло решение о восстановлении зоопарка и открытии на его территории ботанического сада. В 2019 году зоопарк переименовали в «Зооландию» — зоологический и ботанический парк Браззавиля; в нём начались работы по восстановлению популяции животных и сохранению остатков естественного леса и экзотических деревьев.

## Галерея

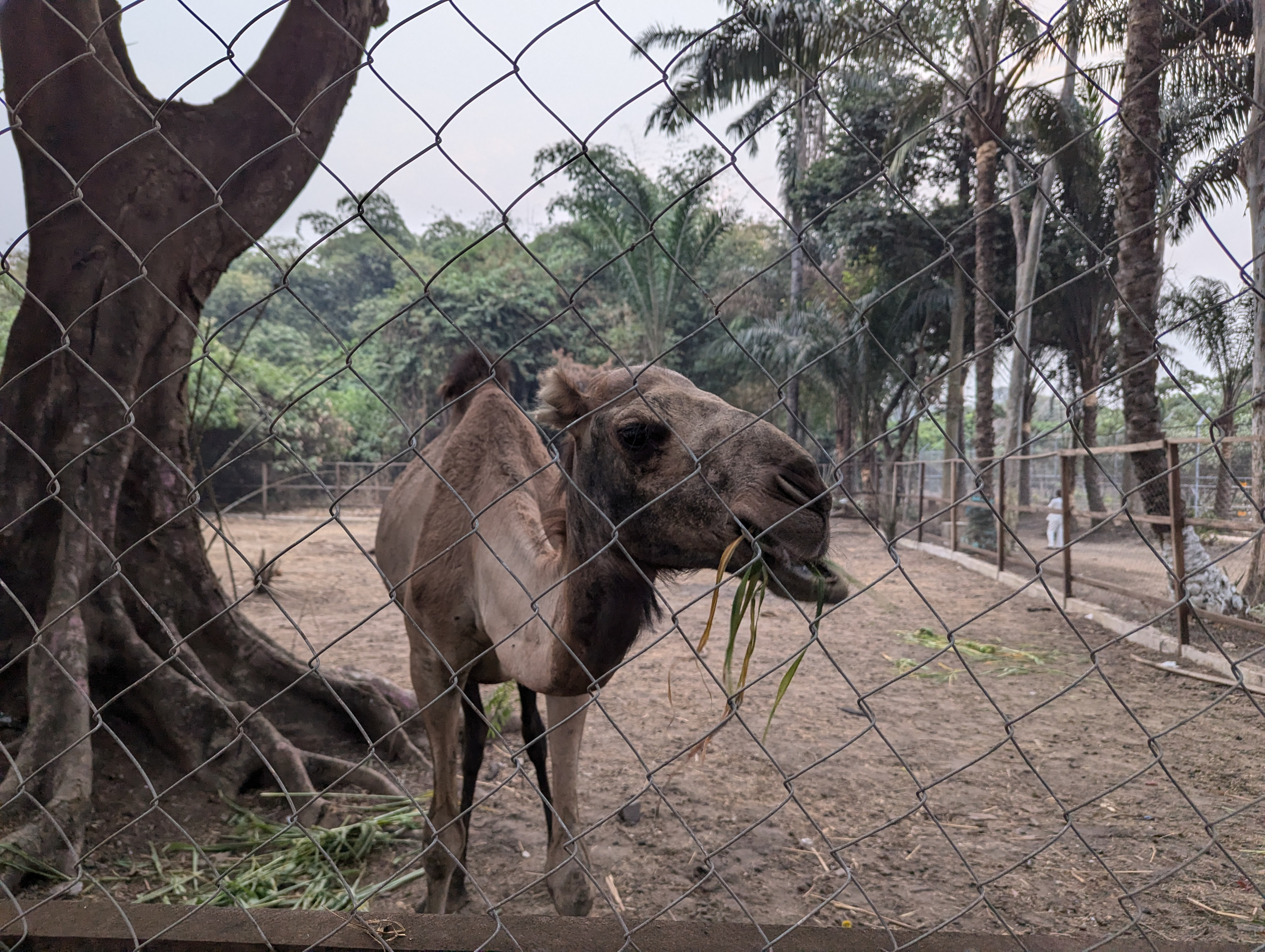
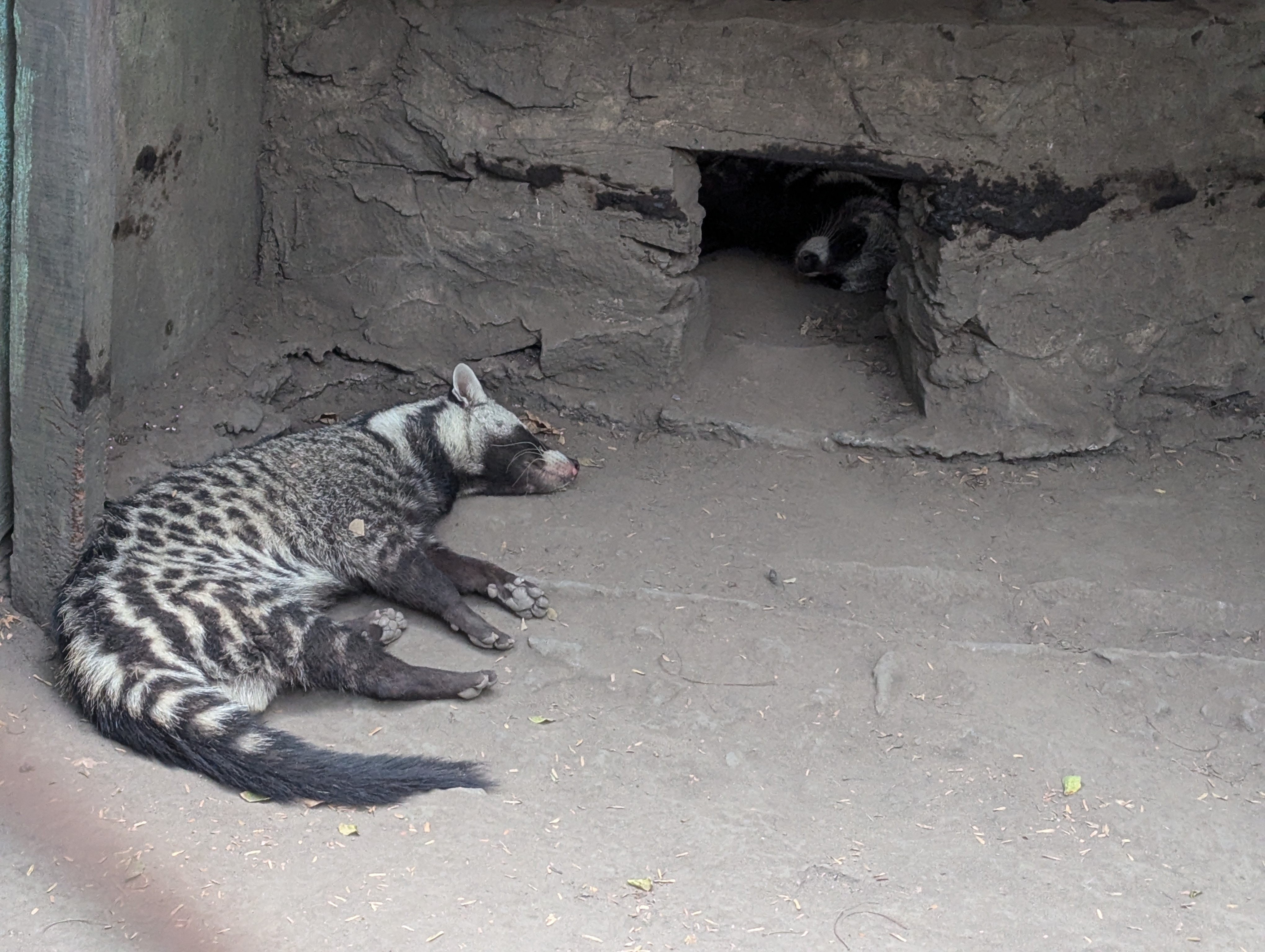
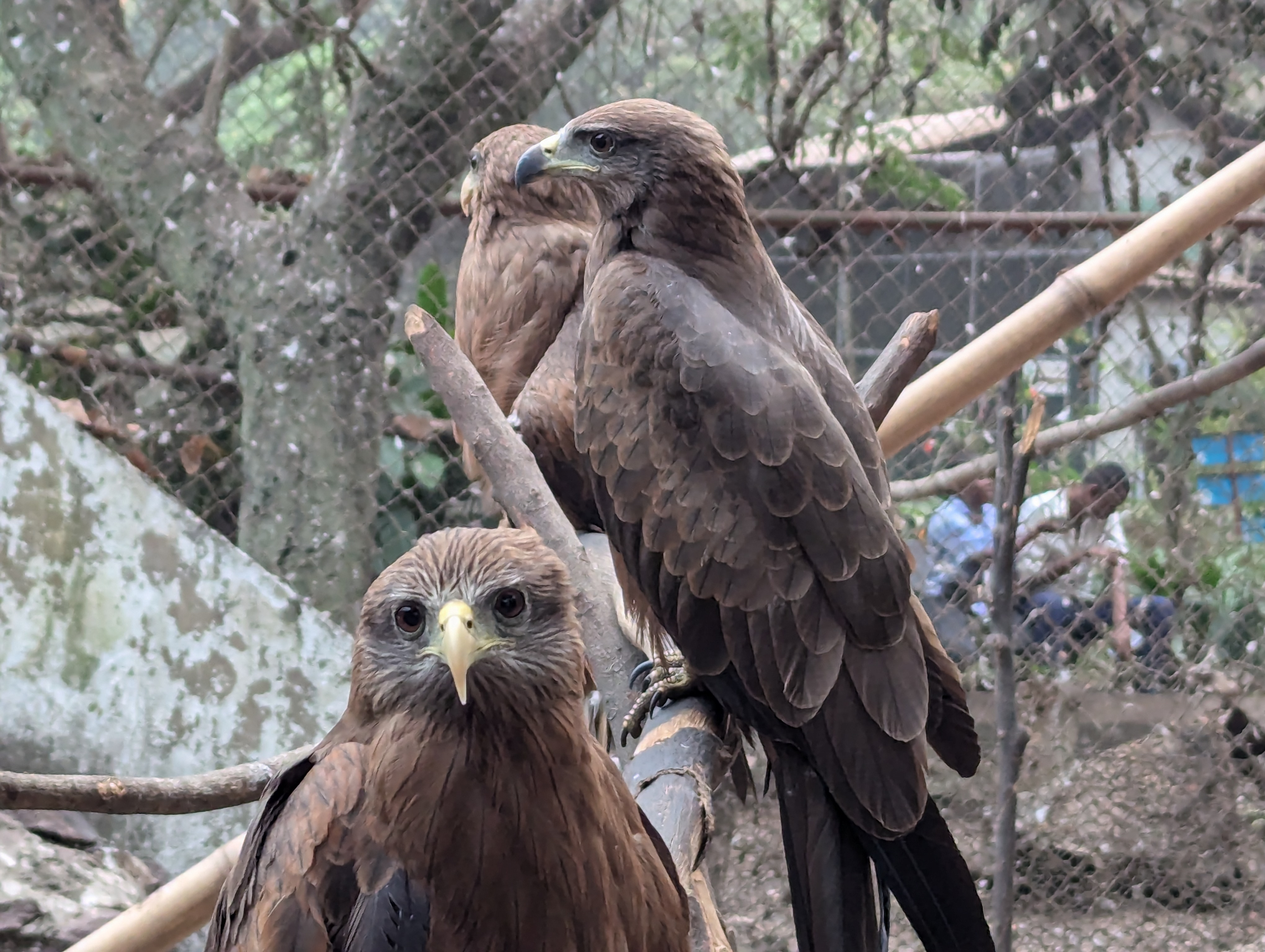
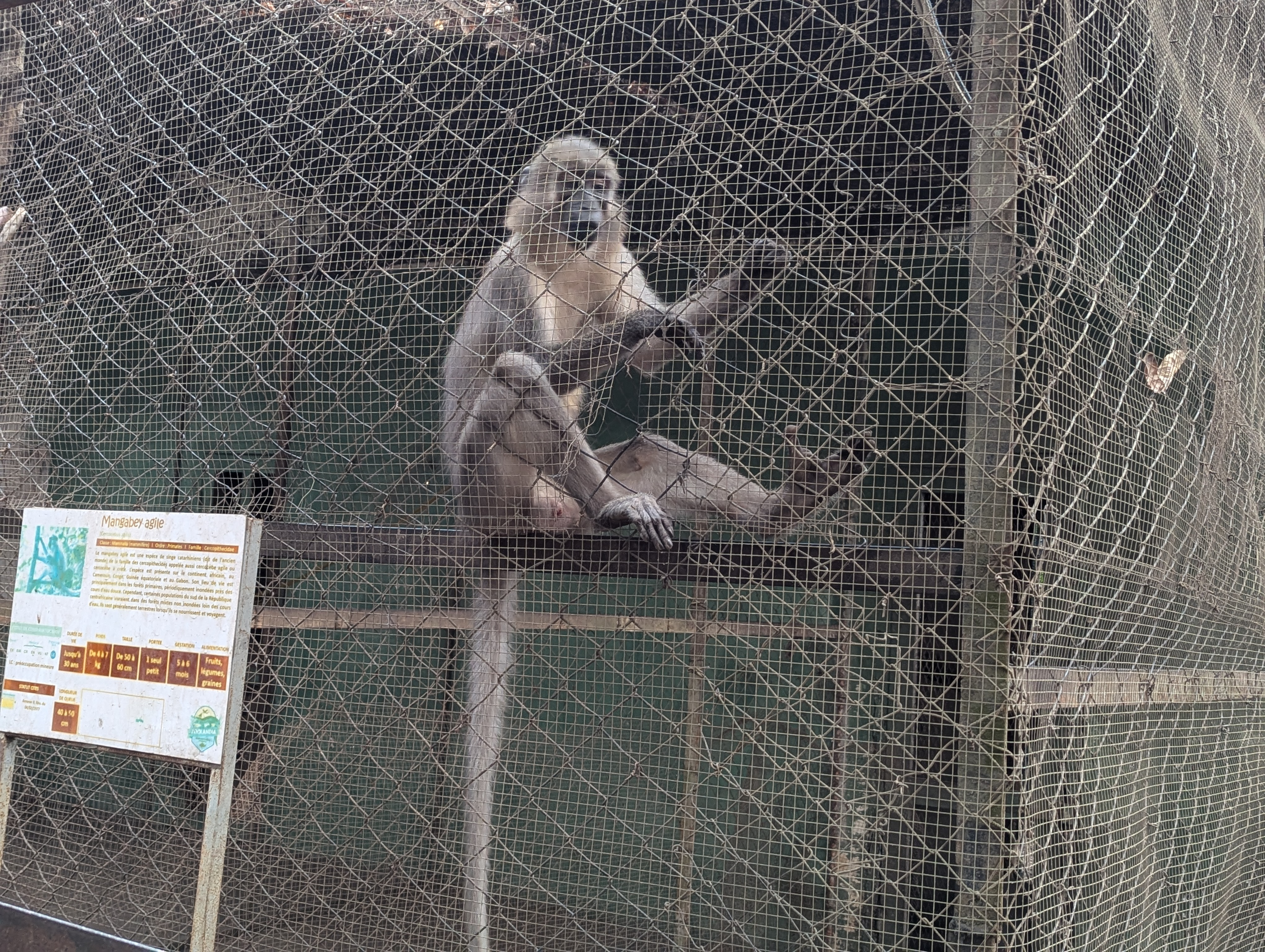
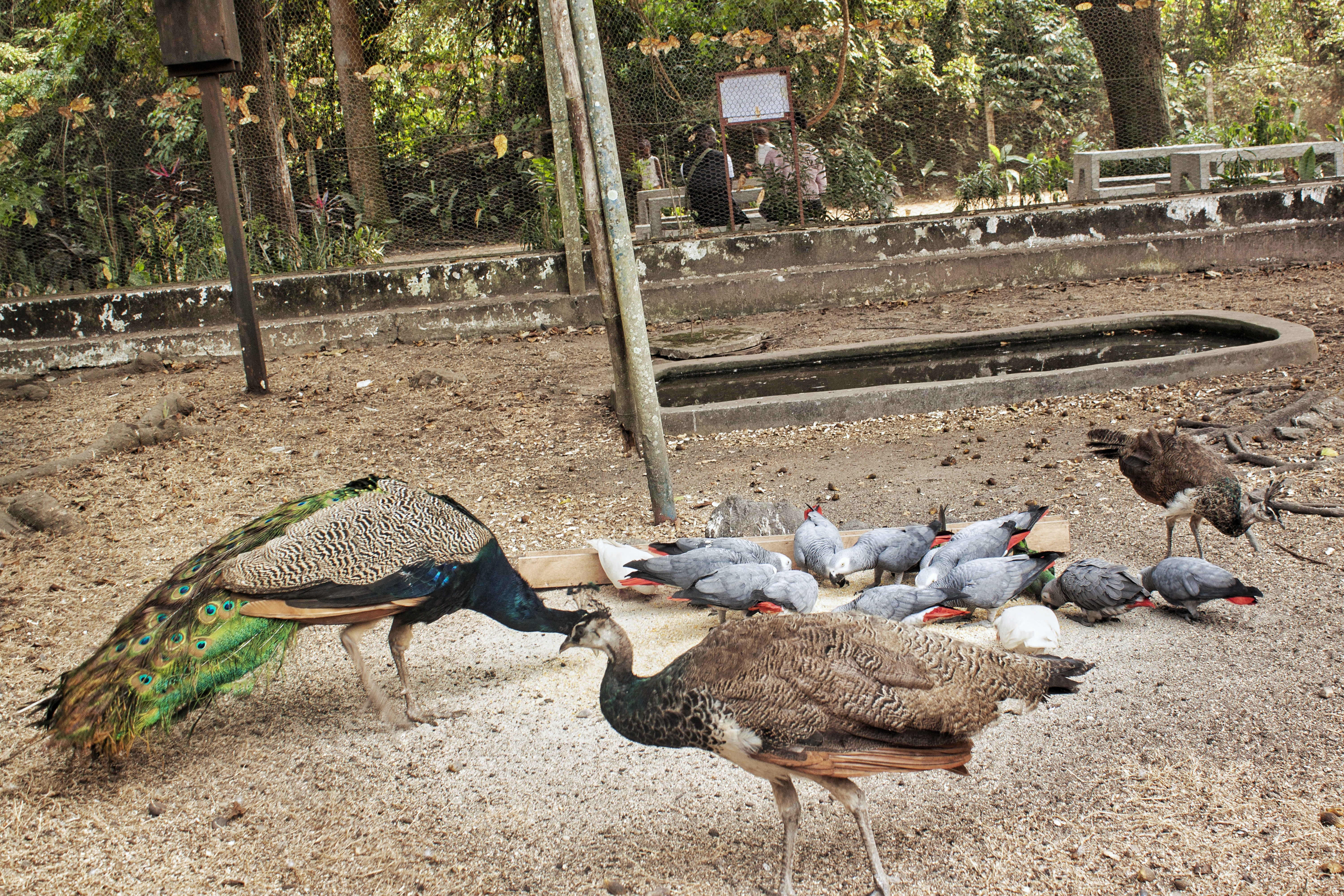